# BC Nokia
BC Nokia is een Finse basketbalclub uit Nokia opgericht in 1997. Ze wonnen in 2024 hun eerste landstitel.

## Geschiedenis
BC Nokia werd opgericht in 1997. De club was een opvolger van eerdere clubs in de stad. Nokia kwam meteen uit in de hoogste klasse en speelde erin tot hun degradatie in 2001/02. Ze keerden pas na het winnen van het kampioenschap in de tweede klasse in het seizoen 2014/15 terug naar de Korisliiga. Ze werden het seizoen erop meteen derde in het kampioenschap. In 2024 verloren ze in de finale van de Finse basketbalbeker van de Helsinki Seagulls. Ze wonnen daarnaast wel hun eerste landstitel door in de finale Helsinki Seagulls te verslaan.
Na het seizoen 2024/25 trok de club zijn eerste ploeg terug uit de Korisliiga en ging spelen in de derde klasse (Miesten I divisioona B).

## Erelijst
- Fins landskampioen: 2024
  - Derde: 2016
- Finse basketbalbeker:
  - Tweede: 2024

## Coaches
| Jaar      | Coach          |
| --------- | -------------- |
| 2015-2016 | Oliver Vidin   |
| 2016-2019 | Ville Tuominen |
| 2019      | Tero Vasell    |
| 2019-     | Greg Gibson    |

## Bekende (oud-)spelers
| - Max Besselink - Malcolm Bernard - Kahron Ross - Tucker Richardson |